# Kenya and Uganda Railways
Die Kenya and Uganda Railways and Harbours betrieb von 1926 bis 1948 Eisenbahnen (in Meterspur), Häfen, sowie See- und Flussfähren in Kenia und Uganda. Die Gesellschaft entstand am 26. Februar 1926 durch Umbenennung der Uganda Railway in Kenya and Uganda Railways (KUR). Am 27. Dezember 1927 wurde der Name in Kenya and Uganda Railway and Harbours (KUR&H) geändert.

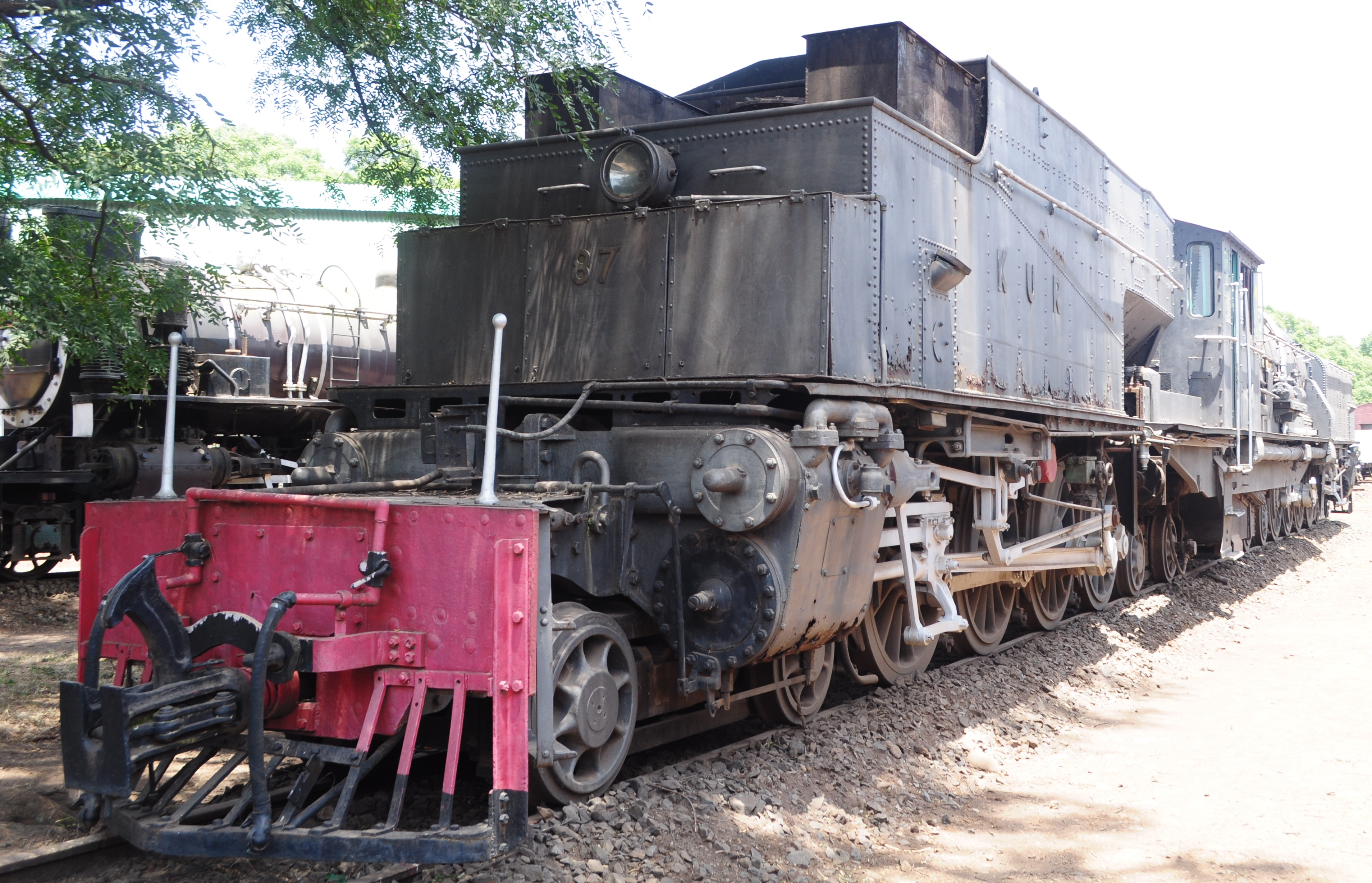
Eine erhaltene Lokomotive der Baureihe EC3

1936 besaß die Gesellschaft 148 Lokomotiven, 350 Personenwagen, 43 Gepäckwagen, 8 Begleitwagen und 3999 Güterwagen, inkl. 5 Kühlwagen. Sie verfügte außerdem über 18 Dampfschiffe, sowie 54 Leichterschiffe und Fähren.
Schon 1926 hatte die KUR mit der Baureihe EC die weltweit ersten Garratt-Lokomotiven mit der Achsfolge (2'D1')(1'D2') angeschafft, und auch die 1939 bestellten Maschinen der Baureihe EC3 waren mit der Achsfolge (2'D2')(2'D2') die ersten ihrer Art.
Am 1. Mai 1948 wurde die KUR&H mit der Tanganyika Railway and Port Services zur East African Railways and Harbours Administration (EAR&H) verschmolzen.